# 施派雷克山
47°07′38″N 13°37′29″E / 47.127325°N 13.624670°E

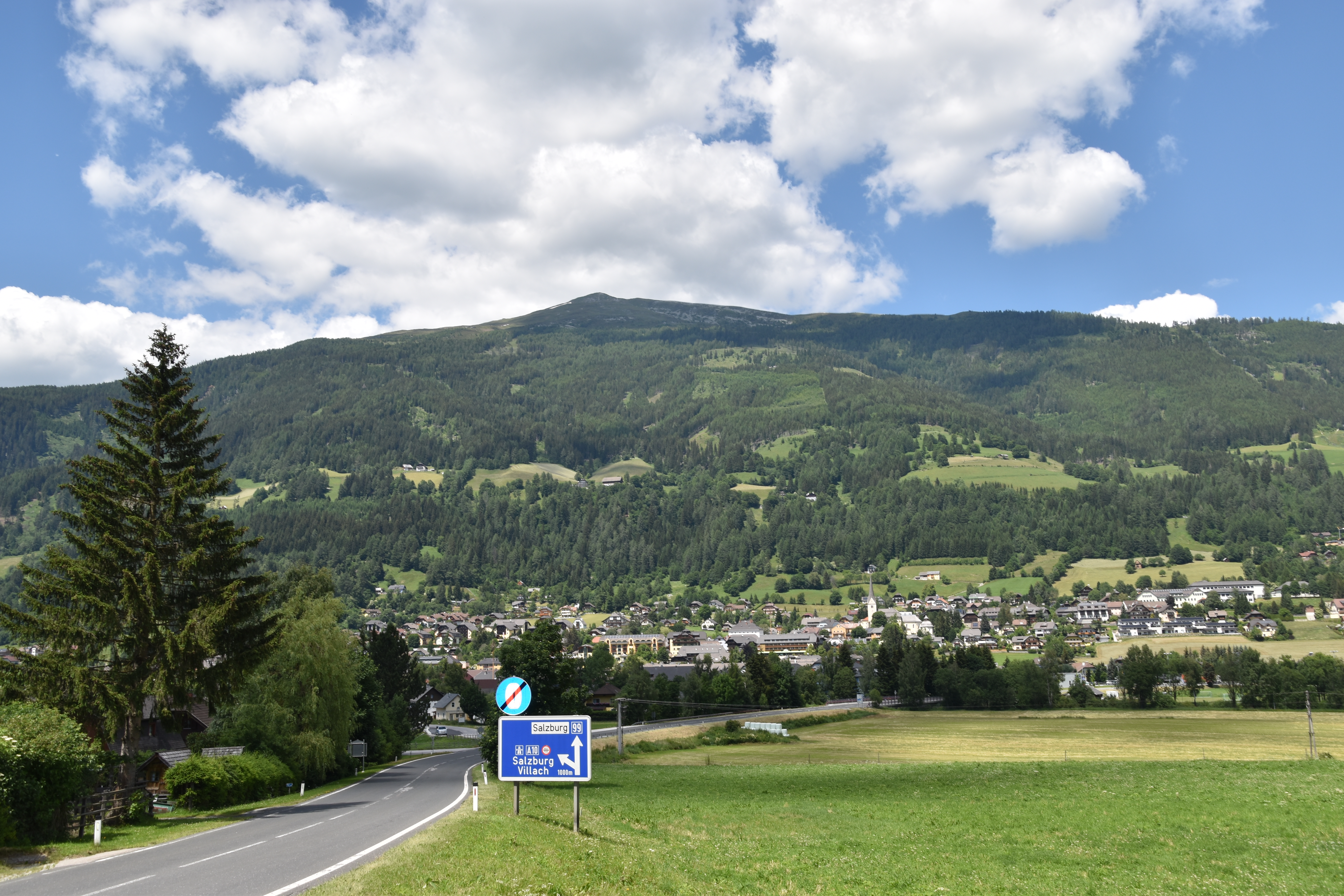

施派雷克山（德語：Speiereck），是奧地利的山峰，位於該國中部，由薩爾茨堡州負責管轄，處於首都維也納西南240公里，海拔高度2,411米，每年平均降雨量2,029毫米。